# Le Rêve (Detaille)
Pour les articles homonymes, voir Le Rêve.
Le Rêve est un tableau d'Édouard Detaille peint en 1888. Il est actuellement conservé au Musée d'Orsay de Paris.

## Description et thématique
Le Rêve est une peinture militaire, genre dont Édouard Detaille est un spécialiste. Il représente des soldats français endormis dans leur bivouac dont on aperçoit les feux à perte de vue. Plus précisément, il s'agit de jeunes conscrits de la Troisième République pendant des manœuvres d'été, probablement en Champagne. Ils rêvent de la gloire de leurs prédécesseurs et de prendre leur revanche de la guerre franco-prussienne de 1870. Dans une allégorie patriotique, se dessinent dans le ciel de manière volontairement non distincte, les soldats de l'An II et d'Austerlitz (Première République et Premier Empire), du Trocadéro et de l'expédition d'Alger (Restauration), les bataillons de Magenta et de Solférino (Second Empire), les rescapés de Gravelotte et de Reichshoffen (guerre de 1870).
Ce genre de tableaux correspond bien à l'ambiance boulangiste de l'époque, montrant la nostalgie d'une France victorieuse et unie, et l'un des fondements de la légende napoléonienne, car ils mettent tous en image le souvenir de plus en plus lointain d'une France mythique. Pour Detaille, c'est une « prise de position politique directe » montrant son soutien au général Georges Boulanger et une célébration de l'armée. Le succès public de l’œuvre, important et durable, manifeste cependant que presque tous les courants politiques, bien au delà du boulangisme vite oublié, y verront un appel à la revanche après la défaite de 1870.

## Achat, exposition et conservation
L'État français l'a acheté dès 1888, il est acquis dans une période précédant le passage de la loi Freycinet (15 juillet 1889) portant sur le service militaire. Actuellement conservé au Musée d'Orsay, il faisait auparavant partie des collections du musée du Luxembourg (1889-1926), puis du musée de l'Armée (1926-1986). Le tableau a été exposé en 1888 au Salon des artistes français de Paris (où Detaille est médaillé pour cette œuvre), puis à l'Exposition universelle de Paris (1889) et à l'Exposition internationale de Panama-Pacific (1915) à San Francisco. La peinture sera reproduite sur de nombreux supports jusqu'après la Première Guerre mondiale.